# Prnjavor Veliki
Prnjavor Veliki je naseljeno mjesto u sastavu općine Doboj, Republika Srpska, BiH.

## Stanovništvo
| Prnjavor Veliki    |              |              |              |
| godina popisa      | 1991.        | 1981.        | 1971.        |
| Hrvati             | 558 (80,86%) | 664 (81,87%) | 766 (88,55%) |
| Srbi               | 90 (13,04%)  | 68 (8,38%)   | 92 (10,63%)  |
| Muslimani          | 0            | 0            | 1 (0,11%)    |
| Jugoslaveni        | 0            | 73 (9,00%)   | 0            |
| ostali i nepoznato | 42 (6,08%)   | 6 (0,73%)    | 6 (0,69%)    |
| ukupno             | 690          | 811          | 865          |

## Župa Prnjavor Veliki/Sočanica
Župa sv. Antuna Padovanskoga je u Sočanici u Bosanskoj Posavini. Na prostorima današnje župe još 1623. godine spominje se katolička župa Seočanica. Ova današnja župa obnovljena je 1967. godine odvajanjem naselja od župa Foča i Cer. Župna crkva sv. Antuna Padovanskoga je napravljena 1972. godine. A nova župna kuća građena je od 1971. do 1972. godine.
Naselja koja pripadaju župi sv. Antuna Padovanskoga u Prnjavor Veliki/Sočanici su : Mišinci (dio), Mala Sočanica i Prnjavor Veliki .